# Tre Valli Varesine 1927
La Tre Valli Varesine 1927, nona edizione della corsa, si svolse il 30 luglio 1927. La vittoria fu appannaggio dell'italiano Renato Zanona, che completò il percorso in 7h45'00", precedendo i connazionali Paolo Zanetti e Aleardo Simoni.

## Ordine d'arrivo (Top 10)
| Pos. | Corridore           | Squadra         | Tempo    |
| ---- | ------------------- | --------------- | -------- |
| 1    | Renato Zanona       | -               | 7h45'00" |
| 2    | Paolo Zanetti       | Ganna-Dunlop    | s.t.     |
| 3    | Aleardo Simoni      | Ganna-Dunlop    | a 1"     |
| 4    | Livio Cattel        | -               | a 2'00"  |
| 5    | Cesare Facciani     | -               | a 3'00"  |
| 6    | Alessandro Catalani | Wolsit-Pirelli  | a 5'00"  |
| 7    | Albino Binda        | Legnano-Pirelli | a 6'00"  |
| 8    | Antonio Montececchi | Ganna-Dunlop    | a 9'00"  |
| 9    | Amabile Perego      | -               | s.t.     |
| 10   | Arturo Serena       | -               | a 11'00" |